# Alberto Soresina
Alberto Soresina (* 10. Mai 1911 in Mailand; † 2007) war ein italienischer Komponist und Musikpädagoge.
Soresina studierte in Siena und unterrichtete an den Konservatorien von Mailand und Turin Gesang, Klavier und Komposition.
Zu seinen zahlreichen Schülern zählten Andrea Forte, Rubén Domínguez, Franca Fabbri, Enrico Fissore, Fausto Tenzi, Luca Casagrande, Vito Frazzi, Mario Duella und Stefano Secco.
Neben mehreren Opern komponierte er auch Klavierwerke, Chorwerke und Kammermusik.

## Opern
- Lanterna rossa (1942)
- Cuor di cristallo (1942)
- L'amuleto (1954)
- Tre sogni per Marina (1967)